# Thinis
Thinis a fost capitala antică a Egiptului de Sus. În lista cronologică a lui Manetho, Thinis este considerată a fi capitala primelor două dinastii ale Egiptului Antic, capitala fiind în timpul celei de a II-a dinastii mutată la Memfis. Thinis a dat numele Perioadei thinite (3100-2700 î.Hr.). Locul cetății nu este cunoscut cu certitudine, dar se crede că ar fi fost lângă actualul oraș El-Birbèh, la 20 km nord de Abydos.